# Gare de Nishiwakishi
La gare de Nishiwakishi (西脇市駅, Nishiwakishi-eki) est une gare ferroviaire localisée dans la ville de Nishiwaki, dans la préfecture de Hyōgo au Japon. La gare est exploitée par la compagnie JR West, sur la ligne Kakogawa.

## Disposition des quais
La gare de Nishiwakishi est une gare disposant de deux quais et de trois voies.
Autrefois la ligne Kajiya partait de Nishiwaki pour rejoindre la ville de Naka. Cette ligne fut fermée en 1990.
| N° de voie | Ligne      | Direction   |
| ---------- | ---------- | ----------- |
| 1          | ▆ Kakogawa | Tanikawa    |
| 2          | ▆ Kakogawa | Ao/Kakogawa |
| 3          | ▆ Kakogawa | Ao/Kakogawa |

## Gares/Stations adjacentes
| JR West            |                |                |                |                    |
| Direction Kakogawa | Ligne Kakogawa | Ligne Kakogawa | Ligne Kakogawa | Direction Tanikawa |
| Taki               |                | Local 普通     |                | Shin-Nishiwaki     |